# O Futuro é Vortex
O Futuro é Vortex é o primeiro álbum de estúdio da banda brasileira de punk rock Os Replicantes, lançado em 1986. Foi gravado em São Paulo e distribuído pela gravadora RCA, logo depois pela BMG.  Em julho de 2016, foi eleito pela revista Rolling Stone Brasil como o 8º melhor disco de punk rock do Brasil.

## Faixas
| Lado A |                                 |                             |         |  |
| N.º    | Título                          | Compositor(es)              | Duração |  |
| 1.     | "Boy do Subterrâneo"            | Carlos Gerbase, Heron Heinz | 2:22    |  |
| 2.     | "Surfista Calhorda"             | Carlos, Heron               | 3:30    |  |
| 3.     | "Hippie-Punk-Rajneesh"          | Carlos, Heron               | 2:43    |  |
| 4.     | "One Player"                    | Carlos, Cláudio Heinz       | 2:43    |  |
| 5.     | "A Verdadeira Corrida Espacial" | Carlos, Cláudio             | 2:24    |  |
| 6.     | "O Futuro é Vortex"             | Carlos, Heron               | 2:17    |  |

| Lado B |                     |                        |         |  |
| N.º    | Título              | Compositor(es)         | Duração |  |
| 1.     | "Choque"            | Carlos, Heron          | 3:03    |  |
| 2.     | "Ele Quer Ser Punk" | Carlos, Cláudio        | 2:06    |  |
| 3.     | "Motel da Esquina"  | Cláudio                | 2:24    |  |
| 4.     | "Mulher Enrustida"  | Cláudio, Heron         | 0:52    |  |
| 5.     | "Hardcore"          | Carlos, Heron          | 2:20    |  |
| 6.     | "O Banco"           | Heron, Luciana Tomasi  | 2:19    |  |
| 7.     | "Censor"            | Carlos, Heron          | 2:01    |  |
| 8.     | "Porque Não"        | Carlos, Cláudio, Heron | 1:14    |  |